# Endorfin
Endorfini su vrsta enzima i neuroprenosnika koji nastaju u hipotalamusu. Slični su opijatima, a zvanično su biohemijska jedinjenja porodica peptidi.
Otkriveni su 1975. od strane dve nezavisne grupe istraživača. Akupunktura ih oslobađa, što je dokazano 1999.
Da bi se oslobodili, često se konzumiraju supstance poput čokolade i kafe i upražnjavaju telesne aktivnosti poput seksa.

## Literatura
- Кораћевић, Даринка; Бјелаковић, Гордана; Ђорђевић, Видосава. Биохемија. савремена администрација. ISBN 978-86-387-0622-8.
- Guyton, Arthur C. John E. Hall (1999). Медицинска физиологија. савремена администрација Београд.

|  | Molimo Vas, obratite pažnju na važno upozorenje u vezi sa temama iz oblasti medicine (zdravlja). |